# 北京农业工程大学
40°00′05″N 116°21′23″E / 40.001427°N 116.356436°E北京农业工程大学曾是中华人民共和国第一所专门培养农业机械化人才的学校，存在于1952到1995年。1952年10月在原北京农业大学农业机械系等基础上成立北京机械化农业学院，1953年更名北京农业机械化学院，1985年更名北京农业工程大学。是农业机械行业的部属高校（先后隶属于机械工业部农机局、农业机械部、第八机械工业部等）。1995年9月，该大学并入中国农业大学。

## 历史
1952年，为培养农业机械化人才，中国农业部、教育部联合成立北京农业机械化学院筹备委员会，筹备建校相关工作。同年10月，北京农业大学农业机械系、华北农业机械专科学校、农业部机耕学校等院校合并而成的北京机械化农业学院正式成立；11月，平原农学院并入北京机械化农业学院，学院正式开始授课。1953年7月，学院更名为北京农业机械化学院。1959年，农业部拖拉机站干部学校并入北京农业机械化学院。
1960年10月，国务院将北京农业机械化学院列为全国64所重点大学之一。1964年，北京农业机械化学院在河南省博爱农场和湖南常德县洞庭农场筹建了河南、中南两所分院。至1966年，学院发展成为中国的农业机械化教学、科研中心，成为了一所多学科农业工程性的大学，校内设有4个系、5个专业、2所分院，并设有干训部、函授部。
文化大革命期间，北京农业机械化学院的教学工作陷入停滞状态。1970年6月，北京农业机械化学院迁至重庆市北碚区，改称四川农业机械化学院与重庆农业机械化学院。1975年迁河北邢台市，改称华北农业机械化学院。1979年，学院经中国国务院调查研究后，迁回北京原址复名继续办学。
1985年，北京农业机械化学院更名为北京农业工程大学。
1995年9月，经国务院批准，北京农业大学与北京农业工程大学合并成立中国农业大学，时任中共中央总书记、国家主席江泽民题写校名。

## 历任校长
自北京农业机械化学院至中国农业大学东区校长
- 张省三（兼）1952.10-1952.12
- 徐觉非	1952.12-1959.09
- 李菁玉	1959.09-1961.09
- 王更生（代）1961.09-1963.06
- 佟磊	1963.06-1966.05
- 宋敏之	1966.05-1966.07
- 董荣臣	1966.07-1966.10
- 周放	1967.03-1967.08
- 宋连山	1968.03-1970.09
- 肖泽西	1972.06-1978.11
- 张纪光	1978.03-1982.06
- 郑定立	1982.06-1984.08
- 翁之馨	1984.08-1995.09

## 知名校友
- 曾德超，中国工程院院士，北京农业机械化学院教授。
- 任洪斌，國機集團董事长，1986年7月毕业于北京农业工程大学农机专业。
- 邵秉仁，中国书协副主席，1968年毕业于北京农业机械化学院农业机械化专业。
- 張志剛，全国政协委员，1967年毕业于北京农业机械化学院农业机械化系。
- 杨邦杰，中国致公党中央副主席，1988年毕业于北京农业工程大学农业机械化专业，获硕士、博士学位。
- 赵立欣，全国人大代表，1988年毕业于北京农业工程大学水利机械专业。